# 葉挺獨立團
葉挺獨立團，最初是國民革命軍第四軍獨立團，是國民革命軍北伐中一支著名的部隊，在中国人民解放军陆军中傳承為中国人民解放军陆军第八十二集团军中型合成第一二七旅。

## 沿革

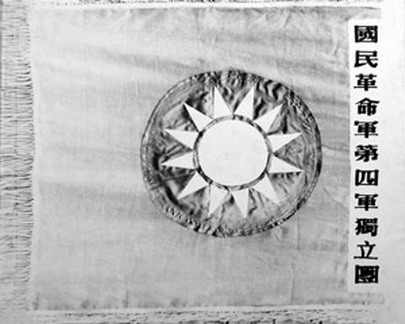

該團原為國民革命軍第四軍第十二師第三十四團，1926年初，該師參與了進擊海南島的戰鬥並佔領海南，此時廣州國民政府已經開始北伐，當時第四軍軍長為李濟深，李濟深命令第十二師盡快參加北伐，由於部隊集結及海南佔領的後續事宜，因此要求先將葉挺的三十四團派往湖南，於是三十四團被改編成獨立團，還是由葉挺擔任團長。另外組建了新的第三十四團，由許志銳擔任團長。這樣十二師就有了四個團，這在實行三三制的國民革命軍中頗不尋常。
1927年1月，第四軍第十二師擴編為第四軍，張發奎被任命為第四軍上將軍長。新的第四軍下轄第十二師與第二十五師。原第四軍第十師被擴編為第十一軍，陳銘樞被任命為軍長，下轄第十師與第二十四師。第四軍留在廣州的十一師（師長陳濟棠）與十三師組成第八路軍，由李濟深任軍長。
新的第四軍中，黃琪翔為副軍長兼第十二師師長，該師下轄三十五、三十六團與許志銳剛調至武漢的三十四團。朱暉日任第二十五師師長，下轄第七十三、七十四、七十五團，其中七十三團由葉挺獨立團改編，另外兩個團由新部隊組建，至此葉挺獨立團歸建。
第四軍是国民革命军的王牌部队，被誉为“铁军”，獨立團连以上干部绝大多数是共产党员或共青团员。独立团连续打赢平江战斗、丰陵战斗、岳州战斗、汀泗桥战斗、贺胜桥战斗。

## 參加戰鬥
- 1926年6月5日，攻占湖南攸县城。
- 1926年7月10日，參與攻佔醴陵。
- 1926年7月20日，參與攻占浏阳的戰鬥。
- 1926年8月15日，參與平江戰鬥。
- 1926年8月26日，參與攻占湖北咸宁汀泗桥。随后连克桃林铺、印斗山等地，8月30日占领贺胜桥。
- 1926年9月，參與围困武昌。10月10日，攻入武昌。